# Interstate 73
Pour les articles homonymes, voir I73 et Route 73.
L'Interstate 73 (I-73) est une autoroute sud–nord qui se trouve actuellement uniquement dans l'État de la Caroline du Nord.
L'I-73 était prévue bien plus longue que le segment construit en Caroline du Nord. Elle devait aller de Myrtle Beach, Caroline du Sud à Sault Sainte-Marie, Michigan. Elle débutera en Caroline du Sud, comme prévu, mais se terminera à Roanoke, Virginie, lorsqu'elle rencontrera l'I-81. L'Ohio ne planifie pas construire de segment de l'I-73 puisqu'il existe déjà des liens autoroutiers dans le corridor prévu. Le Michigan non plus ne planifie pas construire l'I-73, ayant abandonné le projet en 2001, préférant améliorer la sécurité des routes existantes dans le corridor prévu. La Virginie-Occidentale est en train de construire un segment, majoritairement le long de la US 52, en autoroute à quatre voies, mais ne rencontrant pas les standards des autoroutes inter-États.
En Caroline du Sud, en Caroline du Nord et en Virginie, les travaux se poursuivent pour compléter ce tronçon. En plus de ces projets, l'extension de l'I-74 entre Cincinnati et Myrtle Beach demeure au programme, déjà quelques multiplex sont complétés.

## Description du tracé
Pour le moment, l'I-73 débute au sud d'Ellerbe, en multiplex avec l'I-74 et la US 220. Le multiplex se poursuit jusqu'au nord d'Asheboro. L'autoroute passe à l'est de la Uwharrie National Forest. C'est à  Randleman que l'I-73 et l'I-74 se séparent. L'I-73 passe au-dessus du Randleman Lake. Elle entre à Greensboro et le multiplex avec la US 220 se termine. L'I-73 longe l'I-85, sans former de multiplex avec cette dernière. La US 421 se joint à l'I-73 et le multiplex se dirige vers le nord jusqu'à l'I-40. À cet endroit, la US 421 se détache de l'I-73, mais cette dernière s'intègre à l'I-840 qui débute. Un peu plus au nord, à la sortie pour le Bryan Boulevard, l'I-73 se sépare de l'I-840 et se dirige vers le nord-ouest. L'I-73 passe par l'Aéroport international de Piedmont Triad et continue un peu à l'ouest. En croisant la NC 68, l'autoroute reprend un alignement vers le nord pour huit miles (13 km) avant de converger à nouveau avec la US 220 près de la rivière Haw. Elle continue pour quatre miles (6,4 km) plus au nord en multiplex et croise à nouveau la NC 68, lequel marque le terminus nord actuel de l'I-73.

## Liste des sorties
| Interstate 73                             |              |        |        |        | | |
| Comté                                     | Municipalité | mi     | km     | Sortie | Intersections / Destinations                                                                          | Notes |
| Richmond                                  |              | 22,40  | 36,00  | 22     | US 220 sud – Rockingham                                                                               | Échangeur partiel; terminus sud du multiplex avec I-74                                                                           |
| Richmond                                  |              | 23,20  | 37,30  | 23     | Dockery Road / Haywood Cemetery Road                                                                  | |
| Richmond                                  |              | 24,90  | 40,10  | 25     | US 220 nord – Ellerbe                                                                                 | |
| Richmond                                  | Ellerbe      | 27,50  | 44,30  | 28     | Vers NC 73 (en) ouest / Millstone Road                                                                | |
| Richmond                                  |              | 29,90  | 48,10  | 30     | Haywood Parker Road                                                                                   | |
| Richmond                                  |              | 33,10  | 53,30  | 33     | NC 73 (en) – Windblow, Plain View                                                                     | |
| Richmond                                  | Norman       | 35,00  | 56,30  | 35     | Moore Street – Norman                                                                                 | |
| Montgomery                                |              | 39,00  | 62,80  | 39     | Tabernacle Church Road                                                                                | |
| Montgomery                                | Emery        | 40,90  | 65,80  | 41     | US 220 sud / US 220 Alt. nord – Candor                                                                | Terminus sud du multiplex avec US 220                                                                                            |
| Montgomery                                | Candor       | 44,00  | 70,80  | 44     | NC 211 (en) – Candor, Pinehurst                                                                       | |
| Montgomery                                | Biscoe       | 49,00  | 78,90  | 49     | NC 24 (en) / NC 27 (en) – Biscoe, Carthage, Troy                                                      | |
| Montgomery                                | Star         | 52,20  | 84,00  | 52     | Spies Road – Star, Robbins                                                                            | |
| Montgomery                                | Ether        | 55,30  | 89,00  | 56     | US 220 Alt. – Ether, Steeds                                                                           | |
| Randolph                                  |              | 58,00  | 93,30  | 58     | Black Ankle Road                                                                                      | |
| Randolph                                  | Seagrove     | 61,30  | 98,10  | 61     | NC 705 (en) – Seagrove, Robbins                                                                       | |
| Randolph                                  |              | 65,40  | 105,30 | 66     | New Hope Church Road                                                                                  | |
| Randolph                                  |              | 67,60  | 108,80 | 68     | US 220 Bus. nord / NC 134 (en) sud – Ulah, Troy                                                       | |
| Randolph                                  |              |        |        | 70     | US 64 – Ether, Steeds                                                                                 | |
| Randolph                                  | Asheboro     | 71,30  | 114,70 | 71     | McDowell Road                                                                                         | |
| Randolph                                  | Asheboro     | 72,40  | 116,50 | 72     | US 64 Bus. / NC 49 (en) – Raleigh, Lexington, Charlotte                                               | Indiqué sortie 72A (nord / est) et 72B (sud / ouest)                                                                             |
| Randolph                                  | Asheboro     | 74,00  | 119,10 | 74     | NC 42 (en) – Asheboro                                                                                 | |
| Randolph                                  | Asheboro     | 74,80  | 120,40 | 75     | Presnell Street                                                                                       | |
| Randolph                                  | Asheboro     | 75,70  | 121,80 | 76     | Vision Drive vers US 220 Bus. nord / North Fayetteville Street                                        | |
| Randolph                                  | Asheboro     | 77,10  | 124,10 | 77     | Spero Road                                                                                            | |
| Randolph                                  | Asheboro     | 78,50  | 126,30 | 79     | Pineview Street                                                                                       | |
| Randolph                                  | Randleman    | 79,50  | 127,90 | 80     | I-74 ouest – High Point, Winston-Salem                                                                | Terminus nord du multiplex avec I-74                                                                                             |
| Randolph                                  | Randleman    | 80,50  | 129,60 | 81     | Old US 311                                                                                            | |
| Randolph                                  | Randleman    | 82,20  | 132,30 | 82     | Academy Street – Randleman                                                                            | |
| Randolph                                  | Level Cross  | 86,30  | 138,90 | 86     | US 220 Bus. sud – Level Cross                                                                         | |
| Guilford                                  |              | 89,00  | 143,20 | 89     | NC 62 (en) – Climax, High Point                                                                       | |
| Guilford                                  |              | 93,60  | 150,60 | 94     | Old Randleman Road                                                                                    | |
| Guilford                                  | Greensboro   | 95,00  | 152,90 | 95     | I-85 nord / US 421 sud – Durham, Sanford US 220 nord vers US 29 / US 70 – Charlotte, Burlington       | Terminus nord du multiplex avec US 220; terminus sud du multiplex avec US 421; indiqué sortie 95A (I-85 nord) et 95B (I-73 nord) |
| Guilford                                  | Greensboro   | 96,90  | 155,90 | 96     | Vers Groometown Road / vers Grandover Parkway                                                         | Sortie direction nord, entrée direction sud                                                                                      |
| Guilford                                  | Greensboro   | 97,00  | 156,10 | 97     | I-85 nord / US 421 sud – Durham, Sanford I-85 sud / US 29 / US 70 – Greensboro, High Point, Charlotte | Sortie direction sud, entrée direction nord; indiqué sortie 97A (nord / est) et 97B (sud / ouest)                                |
| Guilford                                  | Greensboro   | 100,20 | 161,30 | 100    | Gate City Boulevard – Greensboro, Jamestown, High Point                                               | |
| Guilford                                  | Greensboro   | 102,50 | 165,00 | 102    | Wendover Avenue – Greensboro                                                                          | |
| Guilford                                  | Greensboro   | 103,60 | 166,70 | 103    | I-40 / I-840 / US 421 nord – Greensboro, Winston-Salem                                                | Terminus sud du multiplex avec I-840; terminus nord du multiplex avec US 421                                                     |
| Guilford                                  | Greensboro   | 105,30 | 169,50 | 104    | West Friendly Avenue                                                                                  | |
| Guilford                                  | Greensboro   | 107,30 | 172,70 | 107    | I-840 est / Bryan Boulevard – Centre-ville de Greensboro                                              | Terminus nord du multiplex avec I-840                                                                                            |
| Guilford                                  | Greensboro   | 109,00 | 175,40 | 109    | Old Oak Ridge Road – Aéroport international de Piedmont Triad                                         | |
| Guilford                                  | Greensboro   | 110,00 | 177,00 | 110    | NC 68 (en) sud – High Point                                                                           | |
| Guilford                                  | Greensboro   | 111,00 | 178,60 | 111    | NC 68 (en) nord – Oak Ridge                                                                           | |
| Guilford                                  | Summerfield  | 116,80 | 188,00 | 117    | NC 150 (en) – Summerfield, Oak Ridge                                                                  | |
| Guilford                                  | Summerfield  |        |        | 119    | US 220 sud – Summerfield, Greensboro                                                                  | Terminus sud du multiplex avec US 220; sortie direction sud, entrée direction nord                                               |
| Guilford                                  | Stokesdale   |        |        | 120    | US 158 – Stokesdale, Reidsville                                                                       | |
| Rockingham                                |              |        |        | 121    | NC 65 (en) – Stokesdale, Reidsville                                                                   | |
| Rockingham                                |              |        |        | 123    | NC 68 (en) sud – Stokesdale                                                                           | Sortie direction sud, entrée direction nord; terminus nord actuel de l'I-73; continue au-delà comme US 220 / Future I-73         |
| - Terminus de multiplex - Accès incomplet |              |        |        |        | | |